# Maladera nanshanchiana
Maladera nanshanchiana är en skalbaggsart som beskrevs av Shuhei Nomura 1974. Maladera nanshanchiana ingår i släktet Maladera och familjen Melolonthidae. Inga underarter finns listade i Catalogue of Life.